# Moscharia solbrigii
Moscharia solbrigii là một loài thực vật có hoa trong họ Cúc. Loài này được Crisci mô tả khoa học đầu tiên năm 1974.